# Olympische Sommerspiele 1964/Teilnehmer (Kolumbien)
| Gelbes Symbol für Goldmedaillen mit stilisierten Olympischen Ringen | Graues Symbol für Silbermedaillen mit stilisierten Olympischen Ringen | Braundes Symbol für Bronzemedaillen mit stilisierten Olympischen Ringen |
| ------------------------------------------------------------------- | --------------------------------------------------------------------- | ----------------------------------------------------------------------- |
| —                                                                   | —                                                                     | —                                                                       |

Kolumbien nahm an den Olympischen Sommerspielen 1964 in Tokio mit einer Delegation von 20 männlichen Athleten in 19 Wettbewerben in sechs Sportarten teil. Ein Medaillengewinn gelang keinem der Athleten.

## Teilnehmer nach Sportarten

### Fechten
- Ignacio Posada
Florett: in der 1. Runde ausgeschieden
Säbel: in der 1. Runde ausgeschieden
Florett Mannschaft: in der 1. Runde ausgeschieden

- Dibier Tamayo
Florett: in der 1. Runde ausgeschieden
Degen: in der 1. Runde ausgeschieden
Florett Mannschaft: in der 1. Runde ausgeschieden
Degen Mannschaft: in der 1. Runde ausgeschieden

- Emilio Echeverri
Florett: in der 1. Runde ausgeschieden
Degen: in der 1. Runde ausgeschieden
Säbel: in der 1. Runde ausgeschieden
Florett Mannschaft: in der 1. Runde ausgeschieden
Degen Mannschaft: in der 1. Runde ausgeschieden

- Ernesto Sastre
Degen: in der 1. Runde ausgeschieden
Florett Mannschaft: in der 1. Runde ausgeschieden
Degen Mannschaft: in der 1. Runde ausgeschieden

- Humberto Posada
Säbel: in der 1. Runde ausgeschieden
Florett Mannschaft: in der 1. Runde ausgeschieden
Degen Mannschaft: in der 1. Runde ausgeschieden

### Leichtathletik
Männer
- Francisco Gutiérrez Hernández
100 m: im Vorlauf ausgeschieden
200 m: im Vorlauf ausgeschieden

- Pedro Grajales
200 m: im Viertelfinale ausgeschieden
400 m: im Viertelfinale ausgeschieden

- José Gregorio Neira
800 m: im Vorlauf ausgeschieden

- Álvaro Mejía
5000 m: im Vorlauf ausgeschieden

### Radsport
- Martín Emilio Rodríguez
Straßenrennen: 46. Platz
Bahn 4000 m Einerverfolgung: im Vorlauf ausgeschieden

- Pablo Hernández
Straßenrennen: 55. Platz
Mannschaftszeitfahren: 21. Platz

- Rubén Darío Gómez
Straßenrennen: 69. Platz
Mannschaftszeitfahren: 21. Platz

- Mario Escobar Gómez
Straßenrennen: Rennen nicht beendet

- Javier Suárez
Mannschaftszeitfahren: 21. Platz

- Pedro Sánchez
Mannschaftszeitfahren: 21. Platz

- Mario Vanegas
Bahn Sprint: 5. Platz

- Eduardo Bustos
Bahn Sprint: im Vorlauf ausgeschieden
Bahn 1000 m Zeitfahren: 19. Platz

### Schießen
- Antonio Clopatofsky
Schnellfeuerpistole 25 m: 41. Platz

### Schwimmen
- Julio Arango
400 m Freistil: im Vorlauf ausgeschieden
1500 m Freistil: im Vorlauf ausgeschieden

### Wasserspringen
- Diego Henao
10 m Turmspringen: 29. Platz